# Кобець Олександр Ігорович
Олександр Ігорович Кобець (*15 квітня 1996) — український професійний баскетболіст, майстер спорту міжнародного класу (2017).

## Життєпис
Народився 15 квітня 1996 року. Закінчив Черкаський національний університет імені Богдана Хмельницького.

## Баскетбольна кар'єра
Вихованець «Черкаських мавп».

### Ігри за «Черкаські мавпи»
З 2012-го року гравець основного складу цього клубу. Навесні 2018 року 21-річний Олександр Кобець став найрезультативнішим гравцем в історії Черкаських Мавп, перетнувши позначку в 1528 очок.
У сезоні 2017/2018 у середньому набирав 14,3 очка, 3,2 підбирання за матч та разом із клубом став переможцем Української баскетбольної суперліги.

### Ігри в НБА
Влітку 2018 року Олександр Кобець виступав у Літній лізі НБА за «Чикаго Буллз».
14 жовтня 2018 року підписав контракт із клубом «Вашингтон Візардс», який одразу відправив його до складу свого фарм-клубу в Лізі розвитку НБА «Кепітал-Сіті Гоу-Гоу». 7 грудня клуб відрахував гравця зі свого складу, після того, як стало відомо, що він пропустить залишок сезону через травму, отриману в матчі збірної України. У складі «Кепітал-Сіті Гоу-Гоу» зіграв три матчі, в яких проводив у середньому 2,6 хвилини, за які встигав набрати 1 очко та 0,7 підбирання.

### Ігри за збірну України
- 2012 — учасник чемпіонату Європи U-16 у Литві
- 2013 — учасник чемпіонату Європи U-18 у Латвії
- 2013 — учасник кемпу Basketball without Borders Europe
- 2014 — срібний призер чемпіонату Європи U-18 у Болгарії (дивізіон В). Кращий форвард чемпіонату Європи, член символічної збірної турніру
- 2015 — учасник чемпіонату Європи U-20 в Італії
- 2017 — Чемпіонат Європи з баскетболу 3х3 — бронза (разом із Станіславом Тимофеєнком, Дмитром Липовцевим та Максимом Закурдаєвим)[7]
- 2018 — дебютував у національній збірній[8]